# Labastide-Castel-Amouroux
Labastide-Castel-Amouroux (okzitanisch: La Bastida de Castèl Amorós) ist eine französische Gemeinde mit 317 Einwohnern (Stand: 1. Januar 2022) im Département Lot-et-Garonne in der Region Nouvelle-Aquitaine (vor 2016: Aquitanien). Die Gemeinde gehört zum Arrondissement Marmande und zum Kanton Les Forêts de Gascogne. Die Einwohner werden Labastidois genannt.

## Geografie
Labastide-Castel-Amouroux liegt etwa 18 Kilometer südsüdwestlich von Marmande. An der westlichen Grenze verläuft der Fluss Avance, im Osten die Tareyre. Nachbargemeinden von Labastide-Castel-Amouroux sind Grézet-Cavagnan im Norden, Sainte-Gemme-Martaillac im Norden und Nordosten, Leyritz-Moncassin im Osten, Casteljaloux im Süden und Südwesten sowie Poussignac im Westen.

## Geschichte
Die Bastide von Labastide-Castel-Amouroux wurde 1269 begründet.

## Bevölkerungsentwicklung
| Jahr                       | 1962 | 1968 | 1975 | 1982 | 1990 | 1999 | 2006 | 2018 |
| Einwohner                  | 284  | 237  | 258  | 326  | 296  | 291  | 319  | 305  |
| Quellen: Cassini und INSEE |      |      |      |      |      |      |      |      |

## Sehenswürdigkeiten
- Kirche Notre-Dame in Veyries, ursprünglich romanisch, heutiger Bau aus dem 19. Jahrhundert
- Kirchruine Notre-Dame in Labastide aus dem 13. Jahrhundert
- Kirchruine Saint-Gény in Cavagnan aus dem 15. Jahrhundert
- Schloss Plantey aus dem 19. Jahrhundert
- Schloss Lacaza

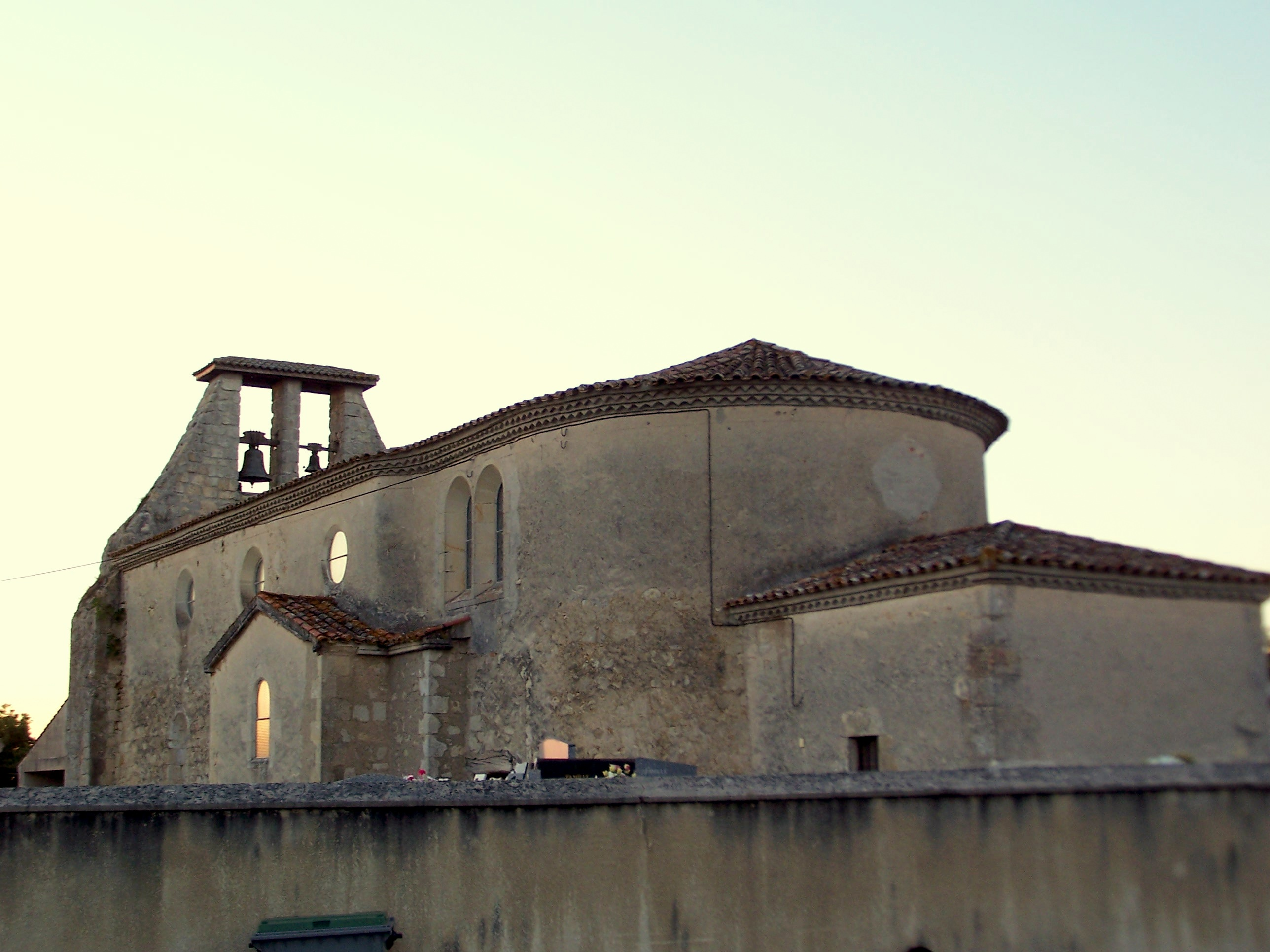
Kirche Notre-Dame in Veyries
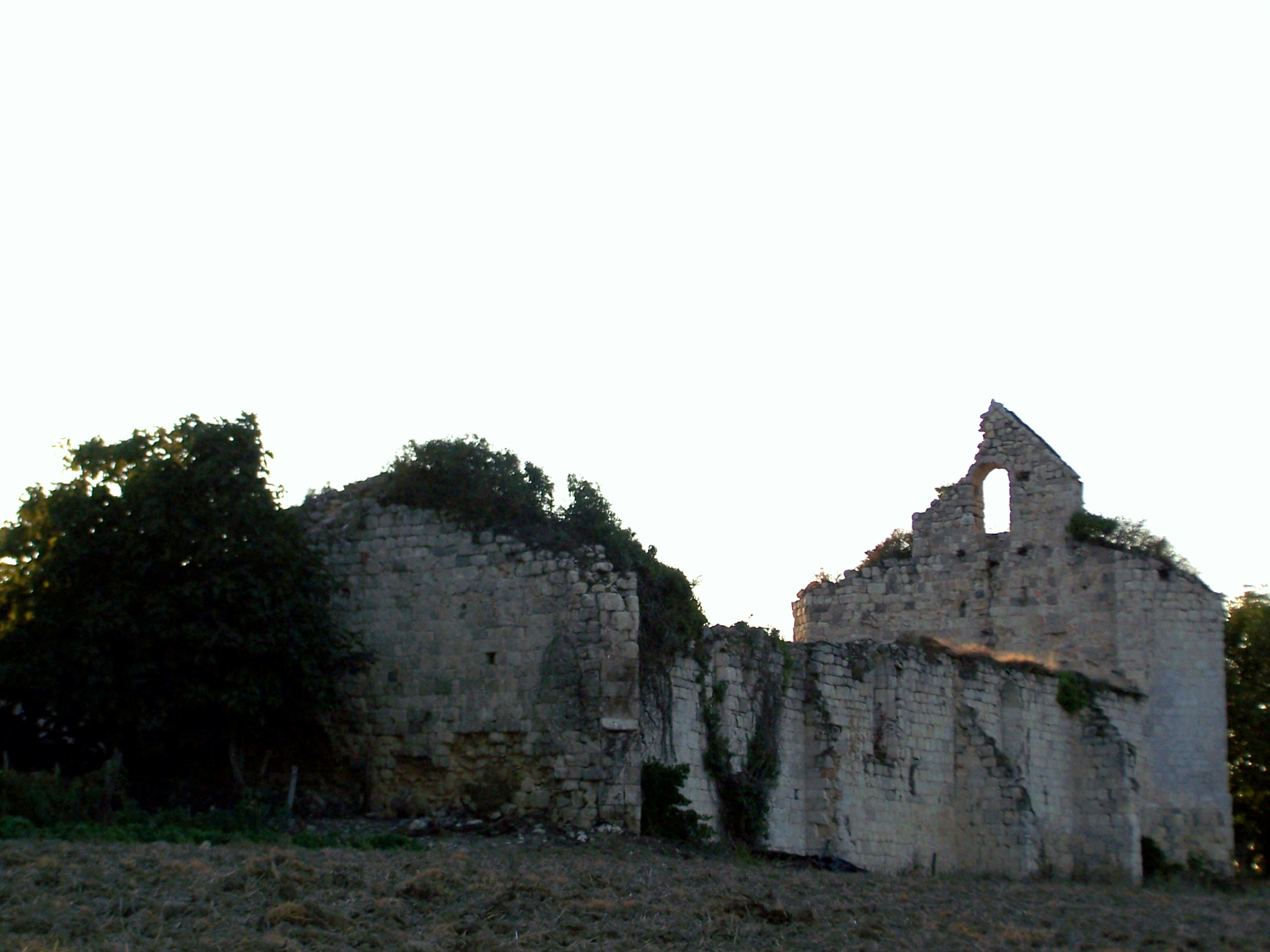
Kirchruine Notre-Dame in Labastide
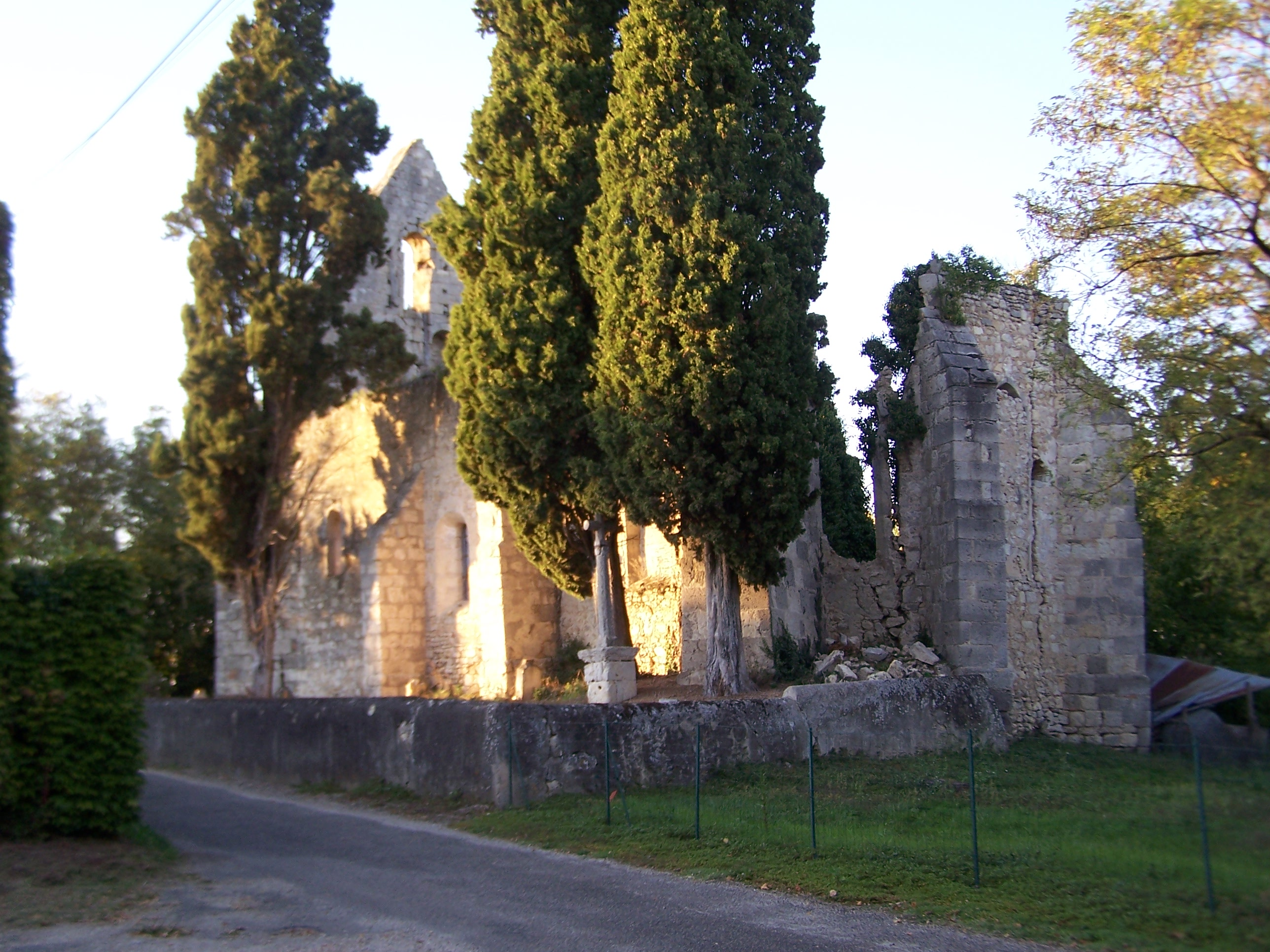
Kirchruine Saint-Gény
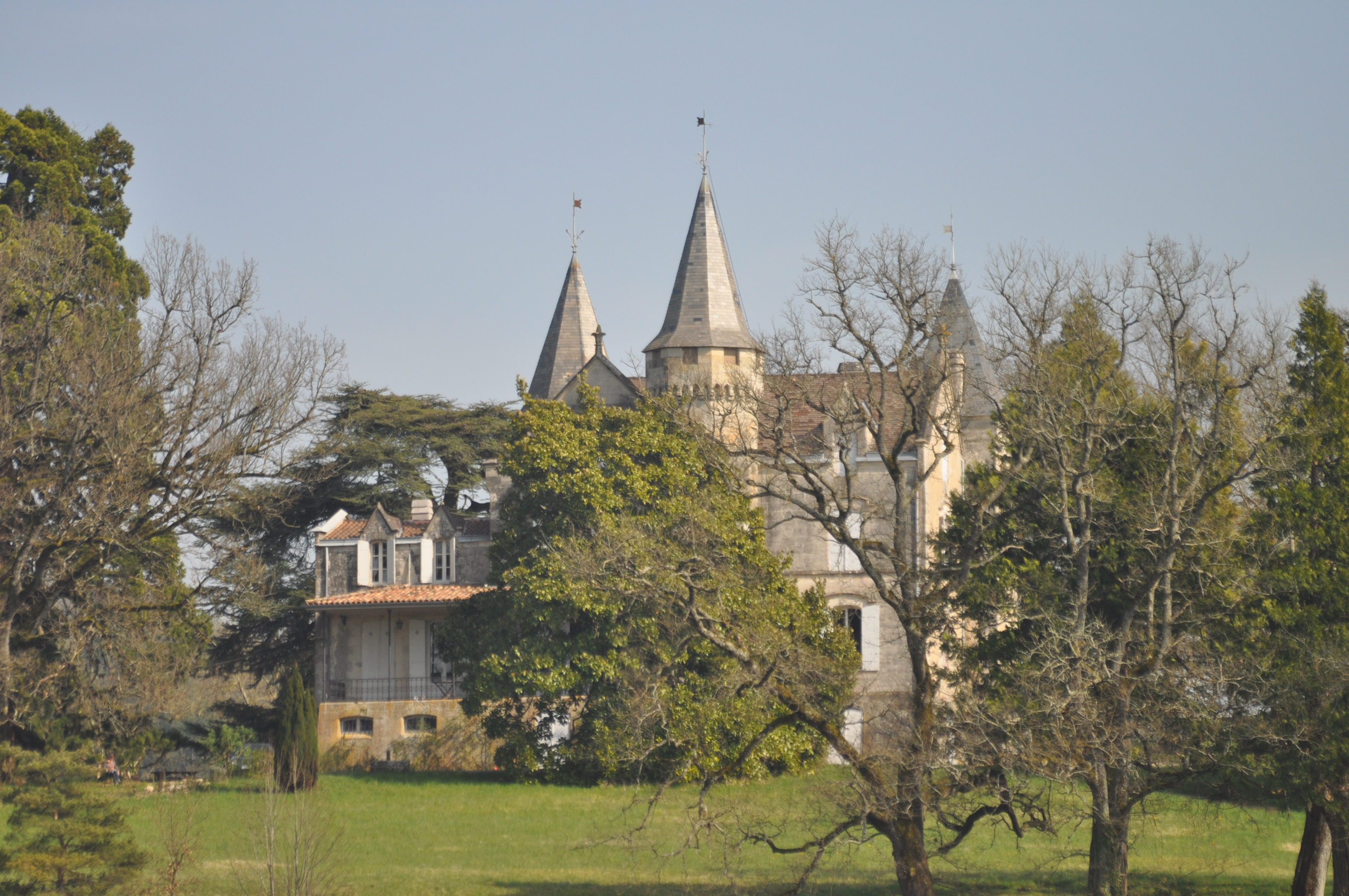
Schloss Plantey